# Dominique Gauthier (peintre)
Pour les articles homonymes, voir Dominique Gauthier et Gauthier.
Dominique Gauthier, né le 1er août 1953 à Paris, est un peintre français.

## Biographie
Dominique Gauthier quitte l'École supérieure des beaux-arts de Marseille en 1977. Dès ses débuts, plutôt que de se référer aux mouvements artistiques de sa génération, il trouve ses références chez Pollock[Lequel ?], Serra[Lequel ?], De Kooning, Dubuffet, Sam Francis.[Interprétation personnelle ?]
- Enseignant à l'École nationale supérieure des beaux-arts de Paris.
- Enseignant à l'École supérieure des beaux-arts de Montpellier. 1979 – 1993.
- Enseignant à l’École nationale des beaux-arts de Cergy-Pontoise. 1993 – 2000.
- Création d'un Post-Diplôme à l'École des beaux-arts de Marseille-Luminy avec Richard Baquié, 1988-1989.

## Collections publiques
- Centre national d’Art et de Culture Georges Pompidou. Paris

- Musées de : Aix-la-Chapelle, Céret, Collioure, Hambourg, Kassel, Linz, Los Angeles[Lequel ?], Marseille, Martigues, Montpellier, Montréal, Paris, Saint-Étienne, Strasbourg, Toulon

- FRAC[Quoi ?] : Aquitaine, Languedoc-Roussillon, Midi-Pyrénées, Pays de Loire, Provence- Alpes-Côte d’Azur

- Fonds national d’Art Contemporain

## Expositions personnelles
- Musée d'art moderne de Céret, en 1993 et en 2001 ; et en 2010, à partir du 30 octobre.

## Publications
- Dominique Gauthier, "Ce que parler veut peindre (pour ainsi dire)", Éditions Villa Saint Clair, Sète 2004. Ouvrage édité à l'occasion des 3 expositions concomitantes, présentées à l'invitation de la Ville de Montpellier de juin à septembre 2004 (Carré Sainte Anne, École Supérieure des Beaux Arts Montpellier-Agglomération, Galerie Vasistas), (128 pages, couleur).  (ISBN 2-908964-41-4)

- Dominique Gauthier, Paris, Éd. du Regard, 2001 (172 pages, couleur).  (ISBN 2-84105-127-7)

- Dominique Gauthier, Paris : Éd. du Regard, 1998.

- Arlequinades II, Paris : Galerie Les filles du calvaire, 1996-1997.

- Dominique Gauthier, Paris : Musée d’Art moderne, 1996.

- Arlequinades I, Paris : Galerie Filles-du-Calvaire, 1992-1994.